# Sékéba
Sékéba est une localité située dans le département de Kossouka de la province du Yatenga dans la région Nord au Burkina Faso.

## Géographie
Sékéba est situé à environ 12 km au sud-ouest du centre de Kossouka, le chef-lieu du département, et à 14 km au sud de Séguénéga.

## Santé et éducation
Le centre de soins le plus proche de Sékéba est le centre de santé et de promotion sociale (CSPS) de Gambo (dans le département voisin de Séguénéga) tandis que le centre médical avec antenne chirurgicale (CMA) de la province se trouve à Séguénéga.
Le village possède une école primaire.